# Dizoid-Sprachen
Die Sprachfamilie Dizoid gehört zu der omotischen Sprachfamilie. Sie werden überwiegend in der  Kaffaregion in Äthiopien gesprochen.
Man klassifiziert die Dinzoid Sprachen folgendermaßen (eckige Klammern bezeichnen den SIL-Code):
- Dizoid Sprachfamilie
  - Dizi [mdx]
  - Nayi [noz]
  - Sheko [she]